# Природни сателити Хаумее
Патуљаста планета Хаумеа има 2 позната природна сателита. Хаумеа је откривена 25. децембра 2004. а њени природни сателити су откривени 2005.

## Сателити
Списак Хаумеиних сателита (растојање од Хаумеа, полупречник, проналазач, година открића):
| Сателит | Удаљеност | Полупречник | Проначазач     | Година |
| ------- | --------- | ----------- | -------------- | ------ |
| Намака  | 25 657 km   | ~85 km        | Мајкл Е. Бровн | 2005.  |
| Хиʻиака | 49 880 km   | ~195 km       | Мајкл Е. Бровн | 2005.  |